# Toi + Moi (chanson)
Pour les articles homonymes, voir Toi et moi.
Singles de Grégoire
Rue des étoiles
Pistes de Toi + Moi
Nuages Rien à voir
Toi + Moi est le premier single du premier album du chanteur français  Grégoire. Cette chanson est sortie le 30 juin 2008 et a été écrite et composée par le chanteur lui-même.
Le clip met en scène l'artiste avec une soixantaine de ses producteurs,.

## Musique
Le tempo est de 130 bpm. La chanson est caractérisée par un long crescendo à l'aide de différents instruments qui entrent en scène les uns après les autres, toutes les huit mesures : le piano débute, puis le chanteur, la guitare, et ainsi de suite. Au dernier refrain, la plupart des instruments s'arrêtent et seuls le chant et le piano sont présents.
La tonalité du morceau est la mineur. Les accords utilisés sont Am - F - C - G, ce qui correspond à la progression harmonique I - VI - III - VII.

## Classements
| Classement (2008–2009)                  | Meilleure position |
| --------------------------------------- | ------------------ |
| France (SNEP Téléchargement)            | 1                  |
| Belgique (Flandre Ultratip 100)         | 20                 |
| Belgique (Wallonie Ultratop 50 Singles) | 1                  |
| Suisse (Schweizer Hitparade)            | 9                  |

## 1er de France
Toi + Moi a été utilisée comme chanson thème pour l'édition 2012 de la Star Académie québécoise.
Toi + Moi a été reprise dans l'album Un monde meilleur (2015) du groupe Kids United.
Dans Ego Slave extrait de l'album Originul de Cadillac (2018), Kingju chante : « Moi plus moi plus moi plus tous ceux qui dégueulent », parodiant ainsi le premier vers de Toi + Moi (« Toi plus moi plus eux plus tous ceux qui le veulent »).